# NGC 38
NGC 38は、うお座の方角にある渦巻銀河である。1881年10月25日にエドゥアール・ステファンによって発見された。